# ドンムアン空港

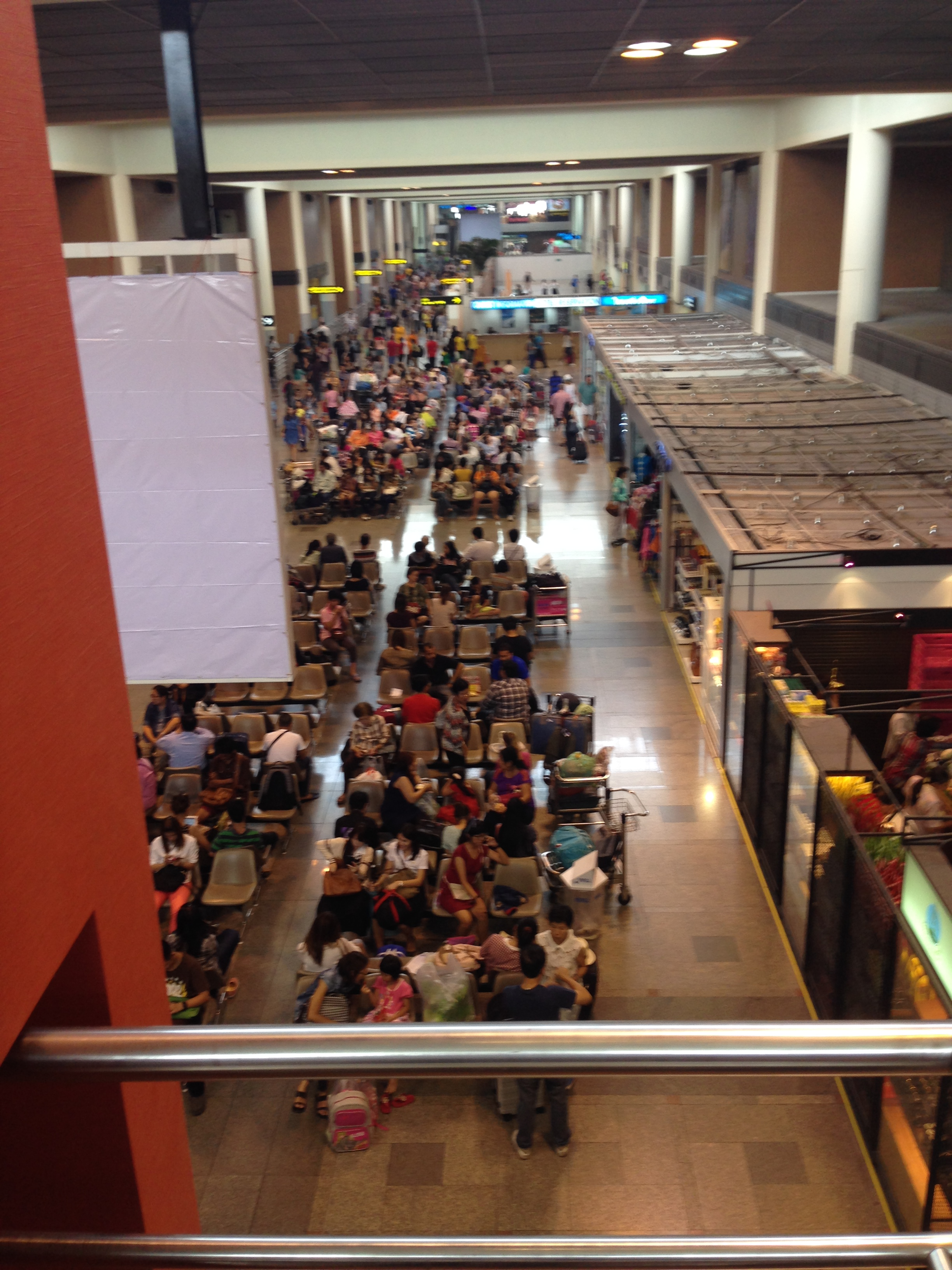
ドンムアン空港ターミナル

ドンムアン空港（ドンムアンくうこう、タイ語: ท่าอากาศยานดอนเมือง、英語: Don Mueang International Airport）は、タイ王国・バンコク中心部から北方に約20km、ドンムアン区にある国際空港である。

## 概要

### 開港
ドンムアン空港は1914年にタイ空軍飛行場として開港し、1924年、民間航空機の受け入れを開始した。現役の空港としてはアジア最古の歴史を持つ。空港の名前は当時近くにあったワット・ドーンイーイアオという寺院がワット・ドーンムアンに改称され、近隣一帯がドーンムアンと呼ばれるようになったことから、通称、ドーンムアン飛行場 (สนามบินดอนเมือง) と呼ばれるようになった。後に正式名称は「バンコク国際空港」となったが、日本でもドンムアン空港と呼ばれるのが通例だった。

### 東南アジアのハブ空港
第二次世界大戦後の民間航空の発展に合わせて、アジアとヨーロッパ、オセアニアを結ぶ中継地点として、タイ国際航空と東南アジアのハブ空港として、そして観光地としてのタイの玄関口として機能した。しかし、1970年代以降の発着機数の増加により手狭になったため新空港の建設が計画された。

### スワンナプーム国際空港開港後
2006年9月28日、スワンナプーム国際空港が開港した。ドンムアン空港の定期便はすべて新空港へ移転した。空港コード「BKK」をスワンナプームに譲り、新たに「DMK」で登録された。
ドンムアン空港は、チャーター機、政府専用機、貨物専用機が利用するほか、空軍基地、民間機整備場、スワンナプーム国際空港トラブル時の代替空港となった。空港ターミナルビルは改装し、展示場、ショッピングモールとして再利用される計画があったが、一時的に、タイ王国政府庁舎として利用されていた。
長らく「バンコク国際空港」(Bangkok International Airport、ท่าอากาศยานกรุงเทพ) が正式な名称であったが、2007年3月20日に新バンコク国際空港（スワンナプーム国際空港）との混同を避けるため、正式にドンムアン空港という名称に変更された。

### 定期便再開
スワンナプーム国際空港が、開港直後、施工不良などによりトラブルが頻発していたこともあり、スワンナプームに乗り入れている航空会社は、ドンムアン空港の再利用を当局に要請し、2007年3月25日から国内線に限り定期便が再開された。
これに伴い、タイ空港公社(AOT)はドンムアン空港 - スワンナプーム空港間のバスを運行しており、航空券を持っている人のみ無料で乗車できる。
タイ国際航空は、2007年に地下鉄ラート・プラオ駅にチェックインカウンターを設置し、空港までの無料バスを運行していた。2009年3月29日でドンムアンから撤退した。
2009年、アピシット政権のタイ政府は、国内線の定期旅客便もスワンナプーム国際空港に統合する方針を決めた。しかし、ノックエアとワン・トゥー・ゴー航空は引き続きドンムアン空港に留まった。
2011年8月1日、国内線が利用していた国内線ターミナルから、旧国際線ターミナル1に移転し、チャーター便などの国際線と同じターミナルを利用することとなった。
2011年10月25日、大規模な洪水のために閉鎖され、就航していた航空会社はスワンナプーム空港に移転したが、2012年3月に再開港し、ノックエアがドンムアン空港に戻ってきた。　同年6月にはオリエント・タイ航空も戻ってきたが現在は営業停止。
2012年、韓国のティーウェイ航空は、夏季シーズンに限り乗り入れを始めたが、空港設備の悪さや空港警備の甘さなどを問題視し、今後の運航を停止すると発表した。
2012年10月1日、スワンナプーム国際空港に就航していたタイ・エアアジア、エアアジア、インドネシア・エアアジアの3社がドンムアンに移転した。その後も格安航空会社の就航、増便が続き、2015年上半期の利用者は1,340万人となり、LCC旅客数が世界最多の空港となった。
2015年12月24日より旧国際線ターミナル2を整備し国内線専用ターミナルとしてソフトオープンした。これに伴いタイ・エアアジア、ノックエア等の国内線チェックインカウンターも第2ターミナルへ移動した。

## 就航航空会社と就航都市
2020年以降、新型コロナウイルス感染症の影響により、多くの定期便が運休、減便、経路変更となっている。
| 航空会社                      | 就航地 | ターミナル |
| ----------------------------- | --- | ---------- |
| タイ・エアアジア （国際線）   | 東南アジア : プノンペン、シェムリアップ、ハノイ、ダナン、ニャチャン、ホーチミン、ハイフォン、ヴィエンチャン、ルアンパバーン、ヤンゴン、マンダレー、クアラルンプール、ペナン、ジョホールバル、シンガポール、ジャカルタ、バリ島 東アジア : 北京大興、南京、杭州、武漢、長沙、広州、深圳、重慶、成都天府、昆明、西安、香港、マカオ、福岡、那覇 南アジア : ダッカ、コルカタ、ラクナウ、ジャイプル、チェンナイ、ベンガルール、コーチン、マレ | T1         |
| タイ・エアアジア （国内線）   | 北部 : チェンマイ、チェンライ、ナーン、ピサヌローク、ルーイ 東北部 : ウドンターニー、コーンケン、サコンナコーン、ナコーンパノム、ローイエット、ウボンラーチャターニー、ブリーラム 南部 : チュムポーン、ラノーン、スラートターニー、ナコーンシータンマラート、プーケット、クラビー、トラン、ハートヤイ、ナラーティワート | T2         |
| タイ・エアアジア X            | 東京/成田、大阪/関西、名古屋/中部、札幌/新千歳、ソウル/仁川、上海浦東 | T1         |
| タイ・ライオンエア （国際線） | シンガポール、ジャカルタ、カトマンズ、ベンガルール、ムンバイ、天津(2025年10月27日より運航再開予定)、南京、常州、杭州、合肥、済南、鄭州、武漢、長沙、広州、海口、三亜、重慶(2025年10月26日より運航再開予定)、西安、台北/桃園、高雄、東京/成田(台北/桃園経由)、名古屋/中部(台北/桃園経由)、那覇(高雄経由)、札幌/新千歳(高雄経由、2025年12月1日より運航開始予定)                                                                           | T1         |
| タイ・ライオンエア （国内線） | 北部 : チェンマイ、チェンライ、ピサヌローク 東北部 : ウドンターニー、コーンケン、ウボンラーチャターニー 南部 : スラートターニー、ナコーンシータンマラート、プーケット、クラビー、トラン、ハートヤイ | T2         |
| ノックエア （国際線）         | ハイデラバード、南京、鄭州 | T1         |
| ノックエア （国内線）         | 北部 : チェンマイ、チェンライ、ピサヌローク、メーソート 東北部 : ウドンターニー、サコンナコーン、ウボンラーチャターニー、ブリーラム 南部 : スラートターニー、ナコーンシータンマラート、プーケット、トラン、ハートヤイ | T2         |
| バンコク・エアウェイズ        | サムイ島 | T2         |
| Air ACT                       | 台北/桃園 | 貨物       |
| エアアジア                    | クアラルンプール | T1         |
| バティク・エア                | ジャカルタ、バリ島 | T1         |
| バティック・エア・マレーシア  | クアラルンプール | T1         |
| マカオ航空                    | マカオ | T1         |
| インドネシア・エアアジア      | ジャカルタ、メダン、バリ島 | T1         |
| 吉祥航空                      | 上海浦東、南京 | T1         |
| ミャンマー国際航空            | ヤンゴン、マンダレー | T1         |
| スカイ・アンコール航空        | プノンペン | T1         |
| 春秋航空                      | 上海浦東、杭州、廈門、広州、深圳 | T1         |
| タイガーエア台湾              | 台北/桃園 | T1         |
| ティーウェイ航空              | ソウル/仁川、清州 | T1         |
| 九元航空                      | 温州、広州 | T1         |

2023年6月現在

## 交通アクセス

### バス
- エアポート・バス[18][19][20] （30バーツ、50バーツ） 6:15 - 24:00 A1:5分間隔、A2:15分間隔
  - A1 : BTS モーチット駅、北バスターミナル
  - A2 : BTS アヌサーワリーチャイサモーラプーム駅（ヴィクトリー・モニュメント駅）
  - A3 : セントラルワールド、ルンピニー公園
  - A4 : 民主記念塔、カオサン通り、サナームルアン（王宮前広場）
- LimoBus Express [21] 150バーツ
  - カオサン方面 (9時 - 24時)
  - シーロム方面 (10時30分 - 24時)
- スワンナプーム国際空港シャトルバス[22]

スワンナプーム国際空港から出発する航空券を所有している者に限り、無料で乗車できる。5時 - 24時の間に運行。
- 路線バス （ターミナル前には乗り入れず、第1ターミナルから歩道橋を渡ったウィパーワディーランシット通りにあるバス停から発着）
  - MRT パホンヨーティン駅 : 29, 59, 187, 510, 513, 538, 554
  - BTS モーチット駅 : 29, 59, 187, 510, 513
  - 戦勝記念塔 :29, 187, 510, 513
  - フアランポーン駅 : 29
  - カオサン通り : 59
  - マーブンクロン・センター :187
  - セントラルワールド、スクムウィット通り、東バスターミナル : 513
  - スワンナプーム国際空港 : 555[23]

### 車
- タクシー （メーター料金に50バーツの追加料金が必要。高速道路代も別料金。）
- レンタカー[24]

### 鉄道
- タイ国有鉄道 北本線、東北本線

タイ国有鉄道ドンムアン駅（地上駅）と第1ターミナルが歩道橋で接続している。料金は安いが本数は少ない。
- ダークレッドライン

ダークレッドラインドンムアン駅（高架駅）と第2ターミナルが歩道橋で接続している。

## 主な関連事件
- 1987年11月29日、大韓航空858便（ボーイング707-320型機）がアラブ首長国連邦・アブ・ダビ空港を出国し、バンコク国際空港経由（テクニカルランディングのため客扱いなし）で大韓民国の金浦国際空港に行く予定であったが、北朝鮮の工作員・金賢姫らの仕掛けた爆弾により、アンダマン海上空で爆発。乗客・乗員は全員死亡した。
- 1991年5月26日、ラウダ航空004便（ボーイング767型機）が、当空港を離陸後に、エンジンシステムの故障で逆噴射装置が作動したため空中分解して墜落し、乗員乗客223人全員死亡した。
- 1995年1月11日、フィリピン航空434便がラムジ・ユセフにより爆破された。それによりボジンカ計画が発覚。
- 1999年8月22日、チャイナエアライン642便がバンコク国際空港を出発し、香港国際空港に向かっていたが、香港国際空港で台風の突風に遭い、機体が180度回転して墜落、3人の死者が出た。
- 1999年9月23日、カンタス航空1便（ボーイング747-400）が着陸進入中にオーバーラン。死者は発生せず軽傷38名のみであったが、機体はほぼ全損。しかしカンタス航空は約1億ドル掛けて修理し運航に戻した。
- 2001年3月3日、駐機していたタイ国際航空114便（ボーイング737-400型機）が出発前に突如炎上し、出発の準備をしていた客室乗務員ら8人が死傷した。当時のタクシン・シナワット首相がこの機に搭乗予定であったため、機材の故障とテロの両方の可能性が疑われたが、最終的な原因は特定されていない。
- 2009年12月11日夜間に北朝鮮から飛来し着陸したイリューシン76の貨物に対空ミサイルなどの大量の武器が発見され乗組員5名は拘束された。行き先はスリランカであったとされる[25]。貨物機はグルジアの会社が保有しており、ウクライナから北朝鮮を経由しスリランカから中東、パキスタン、旧ソ連地域のいずれかに向かう予定であったとされ、裁判所は14日に乗組員に対して12日間の拘置を決めた[26]。

## その他
- 2本の平行滑走路の間に、細長い18ホールのゴルフ場があり、タイ王国空軍が経営している。これにより、アメリカ合衆国の技術専門誌『ポピュラーメカニクス』によって、ドンムアン空港は「世界で最も奇妙な18の空港」のひとつに選ばれている[27]。
- 近くのスポーツ施設に、ランシット・インターナショナルボクシングスタジアムがある。